# .17 Mach 2
又稱 .17 Hornady Mach 2、或是 .17 HM2，是於2004年由美國Hornady公司發表的底緣底火式（Rimfire）子彈。 
.17 HM2是套用.22 LR的彈殼製成，稍微拉長並縮口到.17 英吋口徑（4.5毫米），彈頭還不足普通.22 LR彈頭的一半重。可是由於使用的彈頭製造費用極高，造成零售價五到六倍高於.22 LR子彈。

## 彈道表現
由於輕量的彈頭的使得槍口初速達到2100呎／秒（640米／秒），幾乎是.22 LR的一倍。在有效距離150公尺以內的彈道非常平直，準確度非常好。

## 用途
狩獵，主要用來獵取如老鼠、松鼠、兔子、土撥鼠、狐狸等小型動物。

## 製造商
- Hornady（页面存档备份，存于）
- CCI（页面存档备份，存于）

## 相關資訊
- 手槍子彈列表
- 步槍子彈列表